# 埃爾羅薩 (明尼蘇達州)
埃爾羅薩（英語：Elrosa，/ɛlˈroʊzə/ el-ROH-zə）是一個位於美國明尼蘇達州斯特恩斯縣的城市。

## 人口
根據2020年美國人口普查的數據，埃爾羅薩的面積為0.41平方千米，皆為陸地。當地共有人口213人，而人口密度為每平方千米520人。